# Re-Sync Cluster
『Re-Sync Cluster』（リシンク・クラスター）は2012年12月5日にリリースされたaccessのリミックスアルバム。発売元はDarwin Record。

## 概要
7thアルバム『Secret Cluster』のリミックスアルバム。累計売上は0.3万枚を記録し、オリコン週間インディーズチャートでは最高位2位にランクイン。リミキサーとしてSOUL'd OUTのShinnosuke、GARIのYOW-ROW、agraphの牛尾憲輔が参加している。収録曲のうち「Beyond the Second-D. (S'capade Remix)」「Wild Butterfly (Digital Spider Remix)」「ChaOs GrAdatioN (External Re-Sync)」は、本作の発売に先駆けて、2012年3月11日から4月5日にかけて行われた「access 20th Anniversary CLUB TOUR 2012 -minimum CLUSTER-」各会場において参加者特典CDとして配布された。

## 収録曲
| 全作曲・編曲: 浅倉大介。 |                                                       |           |            |            |      |
| #                        | タイトル                                              | 作詞      | 作曲・編曲 | リミックス | 時間 |
| 1.                       | 「Wild Butterfly (Digital Ageha re-sync style)」      | 貴水博之  | 浅倉大介   | 浅倉大介   | 6:28 |
| 2.                       | 「Beyond the Second-D. (S'capade Remix)」             | 井上秋緒  | 浅倉大介   | Shinnosuke | 6:54 |
| 3.                       | 「Stand By (Deep Air re-sync style)」                 | 貴水博之  | 浅倉大介   | 浅倉大介   | 7:20 |
| 4.                       | 「Wild Butterfly (Digital Spider Remix)」             | 貴水博之  | 浅倉大介   | YOW-ROW    | 4:52 |
| 5.                       | 「ChaOs GrAdatioN (External Re-Sync)」                | 貴水博之  | 浅倉大介   | 牛尾憲輔   | 4:49 |
| 6.                       | 「Bet〜追憶のRoulette〜 (Demon Angel re-sync style)」 | 貴水博之  | 浅倉大介   | 浅倉大介   | 4:27 |
| 合計時間:                | 合計時間:                                             | 合計時間: | 合計時間:  | 34:50      |      |